# Políptico de Santo Domingo de Camerino
El Políptico de Santo Domingo de Camerino, descrito también como Tríptico de Camerino, es una pintura al temple y dorado sobre tabla de Carlo Crivelli, datada en 1482 y hoy separada entre la Pinacoteca de Brera en Milán, el Instituto de arte Städel de Fráncfort y la colección Abegg-Stockar de Zúrich.

## Historia
El políptico fue con toda probabilidad pintado en Camerino, resultando ser el primer trabajo del artista para la ciudad de los Lanzan. Se encontraba en la iglesia de Santo Domingo, donde, a diferencia de otras obras recogidas en la iglesia después del terremoto de 1799, permanecía desde antiguo porque fue realizado para decorar el altar mayor, como atestiguan también los dos santos dominicos puestos a los lados de la Virgen en posición preeminente: santo Domingo y san Pedro Mártir. Fue retirado durante la dominación napoleónica (la misma suerte le tocó a los otros dos polípticos cameranos del artista) en 1811 y llevado a Milán, donde llegó a Brera el 24 de septiembre.
La obra ya debía estar separada, ya que los paneles se inventariaron individualmente, y tal disposición debió tener lugar para facilitar el transporte o ya en Camerino, después del terremoto. El panel central de la predela ya faltaba en ese momento, mientras permanecían los tres paneles superiores, que luego fueron intercambiados a Filippo Benucci en dos fases, en 1832 y 1834, para después entrar en el mercado anticuario (la misma suerte sufrida por la Anunciación con San Emigdio).

## Descripción y estilo

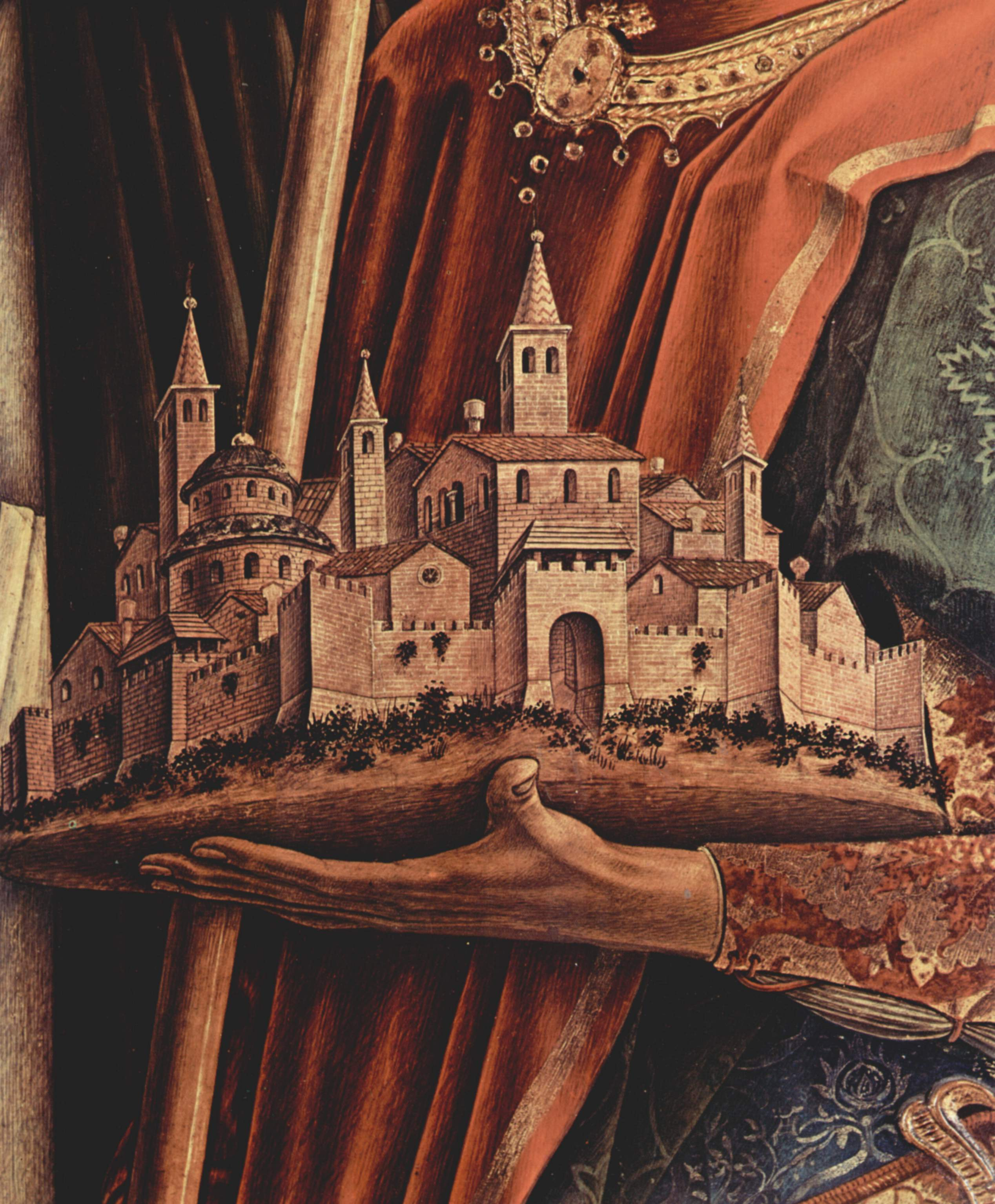
San Venancio portando una maqueta de la ciudad de Camerino, detalle.

El tríptico tiene una Madonna entronizada con el Niño en el centro con dos paneles laterales con dos parejas de santos de cuerpo entero cada uno. En la parte superior tres paneles de forma mixlineal, mientras abajo los santos de la predela se agrupan de tres en tres, a media figura, sobre fondo dorado. En el centro debía haber una figura perdida de Cristo bendiciendo.
Los paneles son los siguientes:
- Madonna con el Niño que sujeta un oriol, firmado "OPVS CAROLI CRVELLI VENETI M48II" (1482), 190 x 78 cm, Milán, Pinacoteca de Brera
- Santos Pedro y Domingo, 170 x 60 cm, Milán, Pinacoteca de Brera
- Santos Pedro mártir y Venancio, 170 x 60 cm, Milán, Pinacoteca de Brera
- Arcángel Gabriel, 54 x 38 cm, Fráncfort, Städel
- Virgen de la Anunciación, 54 x 38 cm, Fráncfort, Städel
- Resurrección, 50 x 70 cm, Zúrich, colección Abegg-Stockar
- Santos Antonio Abad, Jerónimo y Andrés, 25 x 62 cm, Milán, Pinacoteca de Brera
- Santos Santiago el Mayor, Bernardino de Siena y Nicodemo, 25 x 60 cm, Milán, Pinacoteca de Brera

En comparación con obras de años anteriores, como el Políptico de 1476, Crivelli en esta obra adopta definitivamente una espacialidad unitaria entre los paneles, representada por el escalón marmóreo sobre el cual descansan todas las figuras. Sin embargo, con una visión bastante original, casi invertida hacia el espectador, como sucederá, poco después, en trabajos célebres como la Virgen de la vela. Riquísimo continúa siendo su aparato decorativo, con flores y frutas esparcidas por el piso y colgando del friso, de particulares significados simbólicos, pero también verdaderas muestras de su extraordinario virtuosismo ilusionista.

### La Madonna con el Niño
Sentada sobre un complicado trono marmóreo de estilo clasicista y aislada por la habitual tela detrás, la Madonna sostiene tiernamente al hijo sobre las rodillas, tocándolo con las manos muy largas y finas. El hijo estrecha entre las manos un pajarillo amarillo, probablemente un oriol, símbolo de su futura Pasión. Suntuosa es la apariencia de la Virgen, atravesada por un ritmo lineal de complejos adamascados dorados. Las rosas que se ven aquí y allá son típicas flores marianas, mientras las frutas simbolizan atributos tradicionales de María, como la humildad, la fertilidad y la virginidad.

### Los santos laterales
Innovador para Crivelli es también la compresión de los santos por parejas en los compartimentos laterales del tríptico, insertándolos sobre una diagonal en lugar de en paneles separados, para dar al conjunto un aspecto más natural y menos artificial.
A la izquierda san Pedro vestido suntuosamente de pontífice, con la triple tiara, un magnífico báculo coronado por orbe de cristal y cruz, luciendo una casulla dorada con bordados y en el borde retratos de los apóstoles; su mirada se dirige al espectador y se observa un verdadero efecto de extremo virtuosismo en el velo transparente que le cae hasta los pies. Junto a él santo Domingo, reconocible por el hábito dominico y el lirio, se pliega en humilde oración dirigida a María y Jesús, en un gesto cargado y casi grotesco, típico de Crivelli. En el panel de la derecha otro monje dominicano, san Pedro mártir, se reconoce por el puñal en el pecho y la espada corta incrustada en la cabeza. Ante él el santo patrón de Camerino, san Venancio, sosteniendo un gonfalón y una maqueta de la ciudad, mirando con orgullo hacia delante. Va vestido como un cortesano de la época y luce un peinado entonces de moda en la corte de los Sforza.

### Los paneles superiores

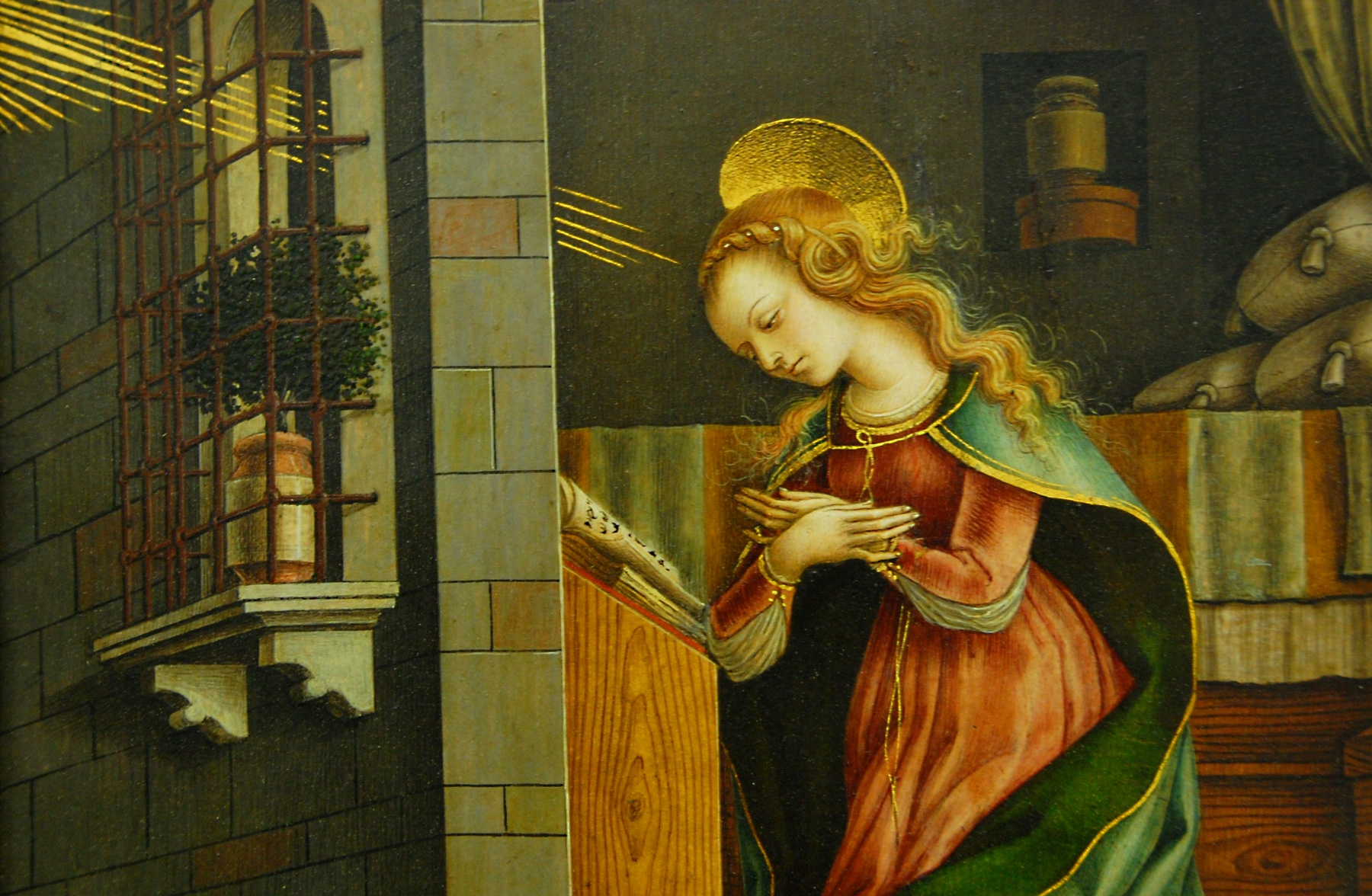
Maria en la Anunciación, detalle

En los dos paneles laterales de la Anunciación, llegados a Fráncfort en 1838, Crivelli describió un espacio mediante un sorprendente efecto especular, es decir un edificio cúbico visto por el exterior, donde se encuentra el ángel, y desde el interior, en el cuarto de María. El uso de la perspectiva aplicada a un escorzo urbano anticipa aquí los logros de la Anunciación con San Emigdio y demuestra el perfecto conocimiento de la perspectiva del artista, a pesar de no abandonar nunca un amor por la ornamentación típicamente tardogótico. Nuevamente, todos los detalles son descritos con amorosa atención, llegando a una visión lenticular casi flamenca. Entre estos detalles exquisitamente plasmados, la tela roja colgada de la simulada pared hacia el mundo real, o el dormitorio de María, eficazmente en sombra, con todos los elementos de una habitación privada de la época; arriba, en la ventana, una jarra sobre una rica alfombra tendida a orear. Cuidada es también la descripción de la arquitectura y los diversos materiales, el artesonado de madera del cuarto de María, la ventana inferior con una reja o la mesilla de lectura. La pequeña planta en un jarro sobre el alféizar, detrás de la reja, es una sintética referencia al hortus conclusus mariano.
La Resurrección después del desmembramiento acabó en Londres, entrando en la colección Barring, después pasó a la Northbrook y luego en la Langton-Douglas. En 1932 finalmente llegó a la colección zuriquesa donde se encuentra ahora. También en esta escena Crivelli no pierde la ocasión de mostrar su conocimiento de la perspectiva espacial, con el sarcófago en el centro y escorzado en profundidad. La figura del Salvador se alza con una pierna doblada sobre el borde, entre los soldados dormidos, revelando la influencia de otras obras precedentes, ligadas a Piero della Francesca y Mantegna, artistas muy citados por los pintores de las Marcas.

### La predela
Sobre un fondo dorado uniforme, los santos de la predela aparecen a media figura, tres en cada panel. A la derecha, Antonio Abad, que mira ceñudo la campana con la que pedía comida como ermitaño, Jerónimo, como cardenal que sostiene la Vulgata y la maqueta de una iglesia, y Andrés, con una pesada cruz, latina no aspada, sobre el hombro; mientras al otro lado se encuentran Santiago el Mayor, con el típico bastón de peregrino, Bernardino de Siena, con el trigrama de Cristo, y Nicodemo, con el turbante.

## Posible reconstrucción
|  |  |  |
|  |  |  |
|  |  |  |